# Judaísmo do Segundo Templo
Judaísmo do Segundo Templo é o judaísmo praticado no período compreendido entre a construção do Segundo Templo, em Jerusalém, c. 515 a.C., e sua destruição, pelos romanos, em 70 d.C.. O desenvolvimento do cânone da Bíblia Hebraica, a sinagoga, as expectativas apocalípticas judaicas para o futuro e a ascensão do Cristianismo podem ser rastreados até o período do Segundo Templo.

## História

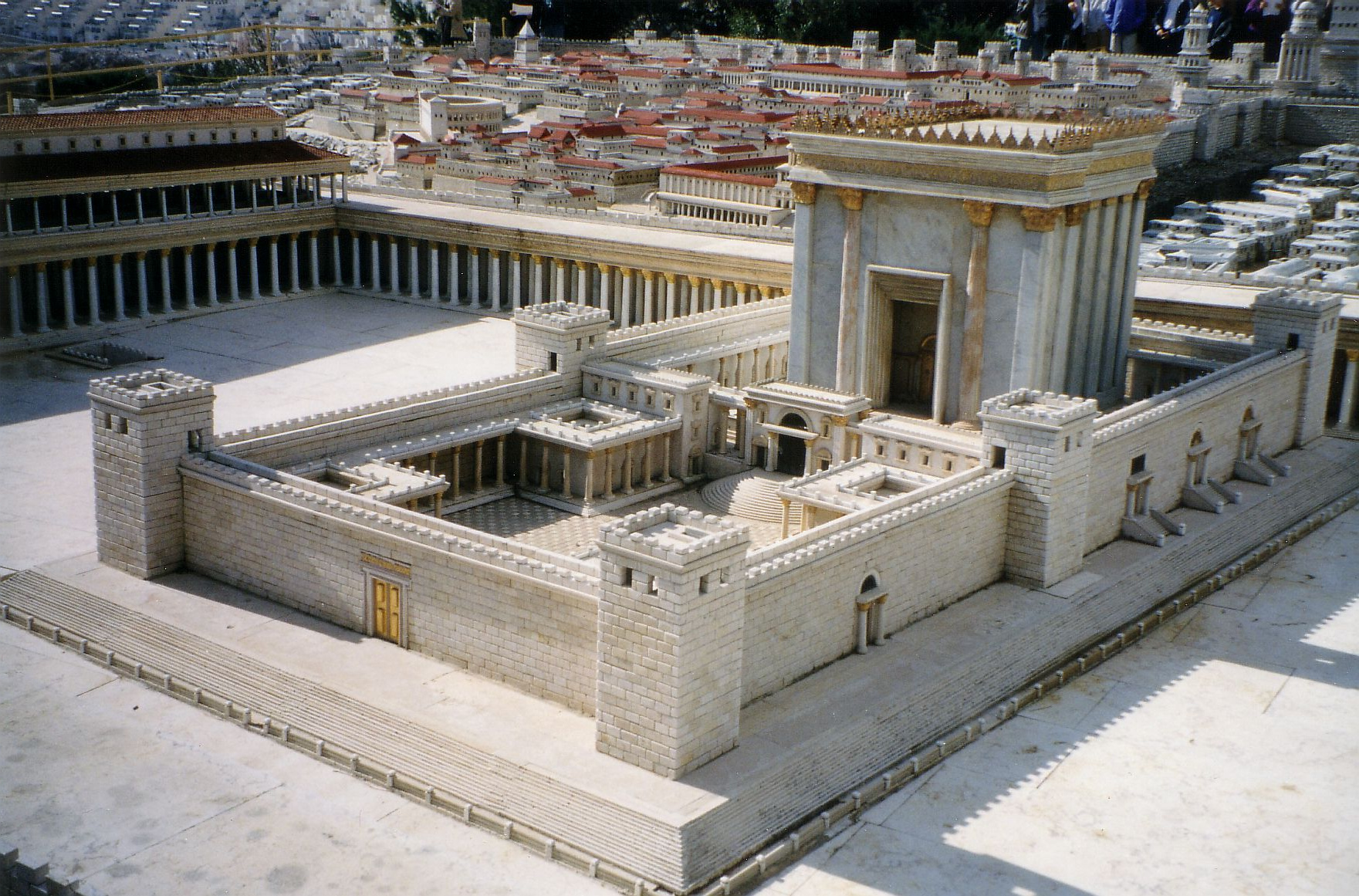
Maqueta do Segundo Templo após a renovação no reinado de Herodes I

### Períodos
(Nota: datas e períodos são, em muitos casos, aproximados e / ou convencionais)
- Exílio na Babilônia, 586-539 a.C.
- Persa, 539-333 a.C.
- Helenístico, 333-164 a.C.

- - Ptolomaico, 301-200 a.C.
  - Selêucida, 200-164 a.C.

- Hasmoneu, 164-63 a.C.
- Romano, 63 a.C. - 70 d.C.

### Jerusalém e Jeúde
O período do Primeiro Templo terminou em 586 a.C., quando o rei babilônico Nabucodonosor capturou Jerusalém, destruiu o Templo de Salomão e deportou a elite da população para a Babilônia (o "exílio babilônico"). Em 539 a.C., a própria Babilônia caiu nas mãos do conquistador persa Ciro, e em 538 a.C. os exilados foram autorizados a retornar a Jeúde medinata, como era conhecida a província persa de Judá. É comumente dito que o Templo foi reconstruído no período de 520-515 a.C., mas parece provável que esta seja uma data artificial escolhida de forma que 70 anos poderiam ter se passado entre a destruição e a reconstrução, cumprindo uma profecia de Jeremias.
O final do período persa é convencionalmente datado da conquista de Alexandre, o Grande, da costa do Mediterrâneo em 333/332 AEC. Seu império se desintegrou após sua morte, e a Judéia, incluindo Jerusalém, caiu nas mãos dos Ptolomeus, descendentes de um dos generais de Alexandre que governava o Egito. Em 200 AEC, Israel e a Judéia foram capturados pelos selêucidas, descendentes de outro general grego que governava a Síria. Por volta de 167 a.C, por razões que permanecem obscuras, o rei selêucida Antíoco IV Epifânio tentou suprimir a adoração judaica; isso provocou uma revolta judaica (a revolta dos macabeus) que acabou levando ao fim efetivo do controle grego sobre Jerusalém. 
A Judéia Hasmoneu era um reino cliente dos romanos, e no século I a.C. os romanos os substituíram por seu protegido Herodes, o Grande, e, com a morte de Herodes em 4 a.C., fizeram da Judéia uma província sob o governo direto de Roma. Pesados impostos sob os romanos e a insensibilidade em relação à religião judaica levaram à revolta (a Primeira Guerra Judaico-Romana, 66-73 d.C.), e em 70 o general romano (e posteriormente o imperador) Tito capturou Jerusalém e destruiu o Templo, pondo fim ao período do Segundo Templo.

### A diáspora
Os exilados judeus na Babilónia não eram escravos nem prisioneiros, nem eram maltratados, e quando os persas lhes deram permissão para regressar a Jerusalém a maioria elegeu permanecer onde estavam. Eles e seus descendentes formaram a diáspora, uma grande comunidade de judeus que viviam fora da Judeia, e o historiador Flávio Josefo do século I d.C. relatou que havia mais judeus na Síria (ou seja, o império selêucida) do que em qualquer outra terra. Houve também uma diáspora egípcia significativa, embora os judeus do Egito fossem imigrantes, não deportados, "... atraídos pela cultura helenística, ansiosos por ganhar o respeito dos gregos e se adaptarem aos seus costumes" (John J. Collins, "Between Athens and Jerusalem). A diáspora egípcia demorou a se desenvolver, mas no período helenístico ela ultrapassou a comunidade babilônica em importância. Além desses centros principais, havia judeus comunidades em todo o mundo helenístico e subsequentemente no mundo romano, do norte da África à Ásia Menor e Grécia e na própria Roma.

### Os samaritanos
A separação entre os judeus de Jerusalém e os de Samaria foi um processo longo e demorado. Durante a maior parte do período do Segundo Templo, Samaria era maior, mais rica e mais populosa do que a Judéia - até cerca de 164 a.C., provavelmente havia mais samaritanos do que judeus vivendo na Palestina. Eles tinham seu próprio templo no Monte Gerizim perto de Siquém e se consideravam o único verdadeiro Israel, o remanescente deixado para trás quando Israel foi enganado pelo perverso sacerdote Eli para deixar Gerizim e adorar em Jerusalém. Judeus do Segundo Templo os consideravam como convertidos estrangeiros e descendentes de casamentos mistos e, portanto, de sangue impuro. As relações entre as duas comunidades eram frequentemente tensas, mas a ruptura definitiva data da destruição do templo Gerizim e de Siquém por um rei asmoneu no final do século II a.C.; antes disso, os samaritanos parecem ter se considerado parte da comunidade judaica mais ampla, mas depois denunciaram o templo de Jerusalém como completamente inaceitável para Deus.

## Literatura
Nas últimas décadas, tornou-se cada vez mais comum entre os estudiosos presumir que grande parte da Bíblia Hebraica foi reunida, revisada e editada no século V a.C. para refletir as realidades e desafios da era persa. Os repatriados tinham um interesse particular na história de Israel: a Torá escrita (os livros de Gênesis, Êxodo, Levítico, Números e Deuteronômio), por exemplo, pode ter existido em várias formas durante a Monarquia (a período dos reinos de Israel e Judá), mas de acordo com a hipótese documental, foi no Segundo Templo que ele foi editado e revisado em algo parecido com sua forma atual, e as Crônicas, uma nova história escrita nesta época, reflete o preocupações do persa Jeúda em seu foco quase exclusivo em Judá e no Templo. 
As obras proféticas também foram de particular interesse para os autores da era persa, com algumas obras sendo compostas nesta época (os últimos dez capítulos de Isaías e os livros de Ageu, Zacarias, Malaquias e talvez Joel) e os profetas mais antigos editados e reinterpretados. O corpus de livros de Sabedoria viu a composição de Jó, partes de Provérbios e, possivelmente, Eclesiastes, enquanto o livro de Salmos possivelmente recebeu sua forma moderna e divisão em cinco partes nesta época (embora a coleção continuasse a ser revisada e expandida em Época helenística e até romana).
No período helenístico, as escrituras foram traduzidas para o grego pelos judeus da diáspora egípcia, que também produziram uma rica literatura própria cobrindo poesia épica, filosofia, tragédia e outras formas. Menos se sabe sobre a diáspora babilônica, mas o período selêucida produziu obras como os contos da corte do Livro de Daniel (capítulos 1-6 de Daniel - capítulos 7-12 foram um acréscimo posterior) e os livros de Tobias e Ester. Os judeus orientais também foram responsáveis pela adoção e transmissão da tradição apocalíptica babilônica e persa vista em Daniel.
A hipótese documental é contestada por alguns cristãos.

## Adoração e comunidade hebraica

### Israel como uma comunidade sagrada
A Bíblia Hebraica representa as crenças de apenas uma pequena parte da comunidade israelita, os membros de uma tradição que insistia na adoração exclusiva de Yahweh, que coletava, editava e transmitia os textos bíblicos, e que viam sua missão em um retorno a Jerusalém onde eles poderiam impor sua visão de pureza genealógica, culto ortodoxo e lei codificada à população local. Nos primeiros estágios do período persa, os repatriados insistiam em uma separação estrita entre eles ("Israel") e os judeus que nunca haviam ido para o exílio ("cananeus"), a ponto de proibir os casamentos mistos; isso foi apresentado em termos de pureza religiosa, mas pode ter havido uma preocupação prática com a propriedade da terra. O conceito do povo judeu como um povo escolhido por Deus deu origem a inúmeros movimentos de ruptura, cada um declarando que sozinho representava a santidade judaica; o exemplo mais extremo foi a seita de Qumran (os essênios), mas o cristianismo também começou como uma seita judaica que se viu como o "verdadeiro Israel".

### Judaísmo textual: padres e escribas
O Judaísmo do Segundo Templo estava centrado não nas sinagogas, que começaram a aparecer apenas no século III a.C., mas na leitura e estudo das escrituras, no próprio Templo e em um ciclo contínuo de sacrifício de animais. ATorá, ou lei ritual, também era importante, e os sacerdotes do Templo eram responsáveis por ensiná-la, mas o conceito de escritura se desenvolveu lentamente. Embora a Torá escrita (o Pentateuco) e os Profetas fossem aceitos como oficiais no século I d.C., além desse núcleo, os diferentes grupos judeus continuaram a aceitar diferentes grupos de livros como oficiais.

### O sacerdócio e a autonomia de Jeúda
O sacerdócio passou por profundas mudanças com o Segundo Templo. Sob o Primeiro Templo, o sacerdócio era subordinado aos reis, mas no Segundo Templo, com a monarquia e mesmo o estado não mais disponíveis, eles se tornaram independentes. O sacerdócio sob o Sumo Sacerdote (uma posição amplamente desconhecida em tempos anteriores) tornou-se a autoridade governante, tornando a província de Jeúda em certo sentido uma teocracia, embora pareça improvável que tivesse mais autonomia do que era típico do império como um todo. No período helenístico, o sumo sacerdote continuou a desempenhar um papel vital com as obrigações cívicas e cívicas, e o ofício atingiu seu auge sob os hasmoneus, que se autodenominaram reis sacerdotes. Tanto Herodes quanto os romanos reduziram severamente a importância do cargo, nomeando e depondo sumos sacerdotes para atender a seus propósitos.

## Correntes intelectuais

### Monoteísmo
Houve uma ruptura brusca entre a antiga religião israelita e o Judaísmo do Segundo Templo. O Israel pré-exílico era politeísta; Aserá provavelmente foi adorado como consorte de Yahweh, dentro de seus templos em Jerusalém, Betel e Samaria, e uma deusa chamada Rainha do Céu, provavelmente uma fusão de Astarte e a deusa mesopotâmica Inana, também foi adorada. Baal e Yahweh coexistiram no período inicial, mas foram considerados irreconciliáveis após o século IX. A adoração apenas de Yahweh, a preocupação de um pequeno partido no período monárquico, só ganhou ascendência no período exílico e pós-exílico inicial, e foi só então que a própria existência de outros deuses foi negada.

### Messianismo e o fim dos tempos
O período persa viu o desenvolvimento da expectativa em um futuro rei humano que governaria Israel purificado como representante de Deus no fim dos tempos - isto é, um messias. Os primeiros a mencionar isso foram Ageu e Zacarias, ambos profetas do início do período persa. Eles viram o messias em Zorobabel, um descendente da Casa de Davi que parecia, brevemente, estar prestes a restabelecer a antiga linha real, ou em Zerubbabel e no primeiro Sumo Sacerdote, Josué (Zacarias escreve de dois messias, um real e o outro sacerdotal). Estas esperanças iniciais foram frustradas (Zerubabbel desapareceu do registo histórico, embora os sumos sacerdotes continuassem a descender de Josué), e depois disso há meramente referências gerais a um Messias de (significado descendente de) David.

### Sabedoria e a palavra
Sabedoria, ou hokmah, implicava o aprendizado adquirido pelo estudo e pela educação formal: "quem sabe ler e escrever, quem se dedica ao estudo e quem conhece literatura é o sábio por excelência" (Grabbe, 2010, p. 48). A literatura associada a esta tradição inclui os livros de Jó, Salmos, Provérbios, Eclesiastes, Cântico dos Cânticos, Eclesiástico e a Sabedoria de Salomão, os chamados livros Sapienciais.

## O surgimento do Cristianismo
O Cristianismo primitivo surgiu dentro do Judaísmo do Segundo Templo durante o primeiro século, a principal diferença sendo a crença cristã de que Jesus era o Messias judeu ressuscitado. judaísmo é conhecido por permitir a existência de vários messias, sendo os dois mais relevantes o Messiah ben Joseph e o Messiah ben David. A ideia de dois messias - um sofrendo e o segundo cumprindo o papel messiânico tradicional - era normal no antigo judaísmo e, de fato, era anterior a Jesus. Alan Segal escreveu que "pode-se falar de um 'nascimento gêmeo' de dois novos judaísmo, ambos marcadamente diferentes dos sistemas religiosos que os precederam. Não apenas o judaísmo rabínico e o cristianismo eram gêmeos religiosos, mas, como Jacó e Esaú, os filhos gêmeos de Isaque e Rebeca, eles lutaram no útero, preparando o cenário para a vida após o útero."
Os primeiros cristãos (os discípulos ou seguidores de Jesus) eram essencialmente todos etnicamente judeus ou prosélitos judeus. Em outras palavras, Jesus era judeu, pregou ao povo judeu e chamou deles os seus primeiros discípulos. Os cristãos judeus consideravam o "cristianismo" como uma afirmação de todos os aspectos do judaísmo contemporâneo, com a adição de uma crença extra - que Jesus era o Messias. As doutrinas dos apóstolos de Jesus colocaram a Igreja Primitiva em conflito com algumas autoridades religiosas judaicas (Atos registra disputa sobre a ressurreição dos mortos, que foi rejeitada pelos saduceus, veja também Perseguição de Cristãos no Novo Testamento), e possivelmente mais tarde levou à expulsão dos cristãos das sinagogas (ver Concílio de Jâmnia para outras teorias). Enquanto o marcionismo rejeitou toda a influência judaica no cristianismo, o cristianismo proto-ortodoxo manteve algumas das doutrinas e práticas do judaísmo do século I enquanto rejeitava outras, veja o contexto histórico para a questão da lei bíblica no cristianismo e no cristianismo primitivo. Eles consideravam as escrituras judaicas oficiais e sagradas, empregando principalmente as traduções da Septuaginta ou Targum, e adicionando outros textos à medida que o cânon do Novo Testamento se desenvolvia. O batismo cristão foi outra continuação de uma prática judaica.
Trabalhos recentes de historiadores pintam um retrato mais complexo do judaísmo tardio do Segundo Templo e do cristianismo primitivo. Alguns historiadores têm sugerido que, antes da sua morte, Jesus criou entre os seus crentes tal certeza que o Reino de Deus e a ressurreição dos mortos estava à mão, que com poucas exceções (João 20, 24–29), quando o viram pouco depois sua execução, eles não tinham dúvidas de que ele havia ressuscitado e que a restauração do Reino e a ressurreição dos mortos estavam às portas. Essas crenças específicas eram compatíveis com o Judaísmo do Segundo Templo. Nos anos seguintes, a restauração do Reino, como os judeus esperavam, não ocorreu. Alguns cristãos começaram a acreditar que Cristo, ao invés de simplesmente ser o messias judeu, era Deus feito carne, que morreu pelos pecados da humanidade, marcando o início da cristologia.
Enquanto por um lado Jesus e os primeiros cristãos tinham sido todos etnicamente judeus, os judeus em geral continuavam a rejeitar Jesus como o Messias. Isto foi uma fonte de embaraço para a Igreja e afetou a relação do cristianismo primitivo com o judaísmo e as tradições pagãs circundantes. A polémica anti-cristã Celso criticou os judeus por abandonarem sua herança judaica enquanto eles afirmavam mantê-la. Para o imperador Juliano, o cristianismo era simplesmente uma apostasia do judaísmo. Esses fatores endureceram as atitudes cristãs em relação aos judeus.